# Pomada fermecată
Pomada fermecată este o operă literară scrisă de Ion Luca Caragiale. A apărut la rubrica „Cronica” la 17 iunie 1896 în numărul al zecelea al revistei Epoca literară. A fost repulicată în Opere, IV, în 1938. Caragiale ridiculizează lipsa de talent pusă în serviciul unei formule demagogice. În polemica pe tema artă pentru artă și artă cu tendință, Caragiale a găsit a treia formulă: tendință cu artă.